# Département exécutif fédéral des États-Unis
Le département exécutif fédéral des États-Unis (en anglais : United States federal executive department) est parmi la plus ancienne structure de la branche exécutive du gouvernement fédéral américain. Les départements d'État (Affaires étrangères), de la Guerre et du Trésor sont créés en 1789, à quelques semaines d'intervalle.
Un département fédéral exécutif est analogue à un ministère dans un système parlementaire ou semi-présidentiel, cependant aux États-Unis, ces départements sont obligatoirement créés par une loi du Congrès, et non par décision du chef de l'État ou de gouvernement. L'autre différence est que dans ce pays où le système est présidentiel, les responsables à la tête des départements, équivalent à des ministres, ne forment pas collectivement un gouvernement (dans son sens parlementaire) dirigé par un chef de gouvernement, distinct du chef de l'État. Les chefs des départements exécutifs américains, connus sous le titre de secrétaires de ce département, forment le traditionnel cabinet des États-Unis (ou cabinet présidentiel), un organe exécutif à la disposition du président des États-Unis et qui normalement agit comme une structure de conseil de la présidence.
Depuis 1792, par statuts, les membres du cabinet constituent un ordre de succession présidentiel, après le président de la Chambre des représentants et le président pro tempore du Sénat en cas de vacance à la fois de la présidence et de la vice-présidence. La Constitution des États-Unis se réfère à ces secrétaires de département quand elle autorise dans l'article II, section 2 à « require the Opinion, in writing, of the principal Officer in each of the executive Departments, upon any Subject relating to the Duties of their respective Offices. » En résumé, les secrétaires et leurs départements sont les bras administratifs du président.

## Départements exécutifs actuels
Aujourd'hui, il existe 15 départements avec rang de cabinet (cabinet-level, dont le secrétaire siège au cabinet présidentiel). Le dernier département établi est le département de la Sécurité intérieure (Homeland Security) créé en 2002 à la suite des attentats du 11 septembre 2001.
| Département                                                      | Création                    | Ordre de succession         | Notes | Budget 2009 en milliards de dollars | Effectifs |
| ---------------------------------------------------------------- | --------------------------- | --------------------------- | --- | ----------------------------------- | --------- |
| État (State)                                                     | 1781                        | 4                           | Initialement nommé département des Affaires étrangères (Department of Foreign Affairs)                                         | 16,39                               | 18 900    |
| Trésor (Treasury)                                                | 1789                        | 5                           | | 19,56                               | 115 897   |
| Défense (Defense)                                                | 1947                        | 6                           | Initialement nommé Établissement national militaire (National Military Establishment) entre 1947 et 1949                       | 651,16                              | 3 000 000 |
| Justice (Justice)                                                | 1870                        | 7                           | Poste d'Attorney General (procureur général) créé en 1789, mais n'a pas de département jusqu'en 1870                           | 46,20                               | 112 557   |
| Intérieur (Interior)                                             | 1849                        | 8                           | | 90,00                               | 71 436    |
| Agriculture (Agriculture)                                        | 1862                        | 9                           | | 134,12                              | 109 832   |
| Commerce (Commerce)                                              | 1903                        | 10                          | Initialement nommé Commerce et Travail; le Travail fut ensuite séparé et devint un département autonome                        | 15,77                               | 43 880    |
| Travail (Labor)                                                  | 1913                        | 11                          | | 137,97                              | 17 347    |
| Santé et Services sociaux (Health and Welfare)                   | 1953                        | 12                          | Initialement nommé Santé, Éducation et Services sociaux (Health, Education, and Welfare); l'Éducation en fut plus tard séparée | 879,20                              | 67 000    |
| Logement et développement urbain (Housing and Urban Development) | 1965                        | 13                          | | 40,53                               | 10 600    |
| Transports (Transportation)                                      | 1966                        | 14                          | Auparavant un sous-département du Département du Commerce                                                                      | 73,20                               | 58 622    |
| Énergie (Energy)                                                 | 1977                        | 15                          | Regroupement en un département exécutif de nombreuses agences fédérales à la suite du choc pétrolier de 1973                   | 24,10                               | 109 094   |
| Éducation (Education)                                            | 1980                        | 16                          | Issu de la scission en deux du département de la Santé, Éducation et Services sociaux                                          | 45,40                               | 4 487     |
| Anciens combattants (Veterans Affairs)                           | 1989                        | 17                          | Initialement nommé Administration des Anciens combattants (Veterans Administration)                                            | 97,70                               | 235 000   |
| Sécurité intérieure (Homeland Security)                          | 2002                        | 18                          | | 40,00                               | 208 000   |
| Total dépenses, effectifs :                                      | Total dépenses, effectifs : | Total dépenses, effectifs : | Total dépenses, effectifs : | $3 997,80M                          | 4 193 144 |

### Sceaux

Sceau du département de l'Agriculture
Sceau du département du Commerce
Sceau du département de la Défense
Sceau du département de l'Éducation
Sceau du Département de l'Énergie
Sceau du département de la Santé et des Services sociaux
Sceau du département de la Sécurité intérieure
Sceau du département du Logement et du Développement urbain
Sceau du département de l'Intérieur
Sceau du département de la Justice
Sceau du département du Travail
Sceau du département d'État
Sceau du département des Transports
Sceau du département du Trésor
Sceau du département des Anciens combattants

## Départements exécutifs disparus
| Département | Dates d'activité | Notes |
| --- | ---------------- | --- |
| Département de la Guerre (Department of War)                                                                   | 1789–1947        | Renommé département de l'Armée (Department of the Army) en 1947 |
| Département de la Poste (Post Office Department)                                                               | 1792–1971        | Réorganisé en une quasi-agence indépendante, l'United States Postal Service |
| Département du Commerce et du Travail (Department of Commerce and Labor)                                       | 1903–1913        | Divisé entre le département du Commerce et le département du Travail |
| Département de l'Armée (Department of the Army)                                                                | 1947–1949        | Jusqu'en 1947, le Département de la Guerre (responsable de l'armée de terre dont dépendaient alors les forces aériennes, les United States Army Air Forces) et le département de la Marine (responsable de la marine militaire) étaient des départements exécutifs avec secrétaire ayant rang de cabinet (cabinet level). En 1947, fut créé le département de la Force aérienne (dont dépendait la nouvelle arme aérienne, l'US Air Force, indépendante de l'armée de terre). Le département de la Guerre devint le département de l'Armée (responsable alors uniquement de l'armée de terre). Jusqu'en 1949, ces trois départements étaient des départements exécutifs avec secrétaire sans rang de cabinet (cabinet level) qui reportaient à un secrétaire civil de la Défense, avec lui rang de cabinet mais sans département. À partir de 1949, ils furent des départements militaires au sein du département de la Défense |
| Département de la Marine (Department of the Navy)                                                              | 1798–1949        | Jusqu'en 1947, le Département de la Guerre (responsable de l'armée de terre dont dépendaient alors les forces aériennes, les United States Army Air Forces) et le département de la Marine (responsable de la marine militaire) étaient des départements exécutifs avec secrétaire ayant rang de cabinet (cabinet level). En 1947, fut créé le département de la Force aérienne (dont dépendait la nouvelle arme aérienne, l'US Air Force, indépendante de l'armée de terre). Le département de la Guerre devint le département de l'Armée (responsable alors uniquement de l'armée de terre). Jusqu'en 1949, ces trois départements étaient des départements exécutifs avec secrétaire sans rang de cabinet (cabinet level) qui reportaient à un secrétaire civil de la Défense, avec lui rang de cabinet mais sans département. À partir de 1949, ils furent des départements militaires au sein du département de la Défense |
| Département de la Force aérienne (Department of the Air Force)                                                 | 1947–1949        | Jusqu'en 1947, le Département de la Guerre (responsable de l'armée de terre dont dépendaient alors les forces aériennes, les United States Army Air Forces) et le département de la Marine (responsable de la marine militaire) étaient des départements exécutifs avec secrétaire ayant rang de cabinet (cabinet level). En 1947, fut créé le département de la Force aérienne (dont dépendait la nouvelle arme aérienne, l'US Air Force, indépendante de l'armée de terre). Le département de la Guerre devint le département de l'Armée (responsable alors uniquement de l'armée de terre). Jusqu'en 1949, ces trois départements étaient des départements exécutifs avec secrétaire sans rang de cabinet (cabinet level) qui reportaient à un secrétaire civil de la Défense, avec lui rang de cabinet mais sans département. À partir de 1949, ils furent des départements militaires au sein du département de la Défense |
| Département de la Santé, de l'Éducation et des Services sociaux (Department of Health, Education, and Welfare) | 1953–1979        | Divisé entre le département de la Santé et des services sociaux et le département de l'Éducation |

### Source
- Relyea, Harold C. "Homeland Security: Department Organization and Management" (PDF), Report for Congress, 2002. RL31493 (7 août 2002).